# Stefan Herrmann
Stefan Herrmann (* 13. Februar 1964) ist ein deutscher Radsportler in den Mountainbike-Disziplinen Downhill, BMX und Enduro. 1996 wurde er Weltmeister im Downhill in der Masters-Class.

## Leben

### Privater Werdegang
Herrmann wuchs in Bamberg auf. Als Jugendlicher betrieb er zunächst die Sportarten Schwimmen, Turnen und Kanufahren, später kamen Skateboarding, Skifahren und Motocross hinzu. Nach dem Hauptschulabschluss absolvierte er eine Ausbildung zum Elektriker und arbeitete einige Jahre als Elektroinstallateur. Mit dem Mountainbike-Sport begann er 1988 und zählt somit zu den Pionieren dieser Sportart in Deutschland. 1989 begann er, neben den ersten Erfolgen im Mountainbiken, ein Sportstudium in München.

### Sportliche Laufbahn
Herrmann wurde 1994 und 1995 deutscher Vize-Meister im Downhill und fuhr erfolgreich im Downhill-Worldcup (s. Deutsche Mountainbike-Meisterschaften). 1997 wurde er bei der BMX-WM Zweiter in seiner Altersklasse. Ab 2001 war er mehrfach Deutscher Meister im Downhill der Masters-Class. Seine jüngsten Erfolge fuhr er im MTB-Enduro ein, wo er den Specialized Enduro Ride 2009 am Gardasee und in Willingen gewann. Zudem nimmt er erfolgreich an Wettbewerben im Motocross-Enduro teil.

### Fahrtechnik-Trainer
Auf Grundlage seiner didaktischen Erfahrungen in zahlreichen Sportarten und seiner Ausbildung als Sportlehrer im Freien Beruf setzte Herrmann sich intensiv mit der Analyse und Vermittlung von MTB-Fahrtechnik auseinander und wurde damit zum Wegbereiter im deutschsprachigen Raum. Von 1995 bis 1997 wirkte er als Co-Bundestrainer im MTB-Downhill und führte von 2003 bis 2007 die Fahrtechnik-Schulungen der Übungsleiter der DIMB durch. 1997 gründete Herrmann die MTB Academy. Mit einem großen Team an von ihm selbst ausgebildeten Coaches hat er bis 2023 27.000 Menschen MTB-Fahrtechnik vermittelt. Hinzu kommen zahlreiche MTB-Profis, denen Herrmann bei der Verfeinerung ihrer Fahrtechnik geholfen hat, z. B. Karl Platt, Alban Lakata und Sabine Spitz, die er 2012 im Auftrag des BDR bei den Olympischen Spielen betreute.
Herrmanns Methodik bricht komplexe Vorgänge wie das Kurvenfahren auf basale Faktoren wie den Druck aufs Lenkerende, die Blickrichtung und den Kontakt der Oberschenkelinnenseite zum Rahmen (5. Punkt) herab. Komplexe Bewegungsabläufe wie den Bunny-Hop und das Hinterradversetzen zerlegt Herrmann in mehrere Teile, die sich in einzelnen Schritten erlernen lassen. Dabei setzte er von Anfang an die Videoanalyse in seinen Kursen ein und nutzte konsequent Liftunterstützung in Bikeparks, um Ermüdung durch unnötiges Bewältigen von Höhenmetern zu verhindern und eine möglichst hohe Wiederholungszahl von Manövern zu gewährleisten.

### Veröffentlichungen
- DVD Besser Biken, 2006, Delius Klasing Verlag
- DVD Besser Biken 2, 2007, Delius Klasing Verlag
- Fahrtechnik-Sektionen in: Florian Haymann: Alles übers Mountainbike. Delius Klasing Verlag, Bielefeld 2005, ISBN 3-7688-1652-4.